# جبل شمر
جبل شمر أو جبال شمّر منطقة جبلية حصينة في شمال غرب السعودية. يميز المنطقة جبلان هما جبل أجا وسلمى، وتقع جبال رمان الأحمر ورمان الأسمر بها لتشكل سلسلة جبال شمّر، يعود اسم هذه السلسلة إلى قبائل شمّر.

## الموقع
يحدها الحجاز من الغرب والمنطقة الشرقية من الشرق. وإلى الشمال تقع صحراء النفود، أهم مدنها حائل وكانت تعتبر عاصمة المنطقة، كانت قراها عديدة، منها قفار وقبة وبقعاء وسميراء، كما يليها من الشرق وادي المليح المعروف بأسم شعيب «المليحيه»  كذلك يليها في الشمال الغربي بعد النفود الكبرى جوف آل عمرو أو وادي السرحان.
تمتد جبال شمّر على مسافة مئة كيلومتر، وعرضها ما بين خمسة وعشرين إلى خمسة وثلاثين كيلومتراً، ويبلغ ارتفاع بعض قمم هذه الجبال حوالي ألف وثلاثمائة وخمسين متراً.
تتكون جبال شمر من الصخور النارية القاسية وتكتسي غالبها باللون البني الارجواني من مادة الجرانيت.

## التاريخ
حكم المنطقة خلال مرحلة نهاية الدولة السعودية الثانية أسرة آل الرشيد والتي تنتمي إلى آل جعفر أحد بطون عبده من قبيلة شمر.

## معرض صور

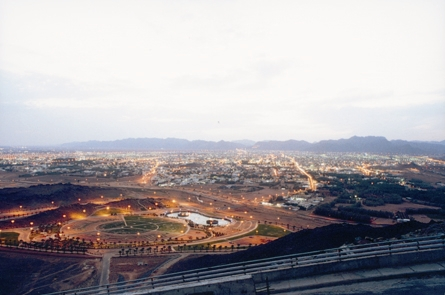
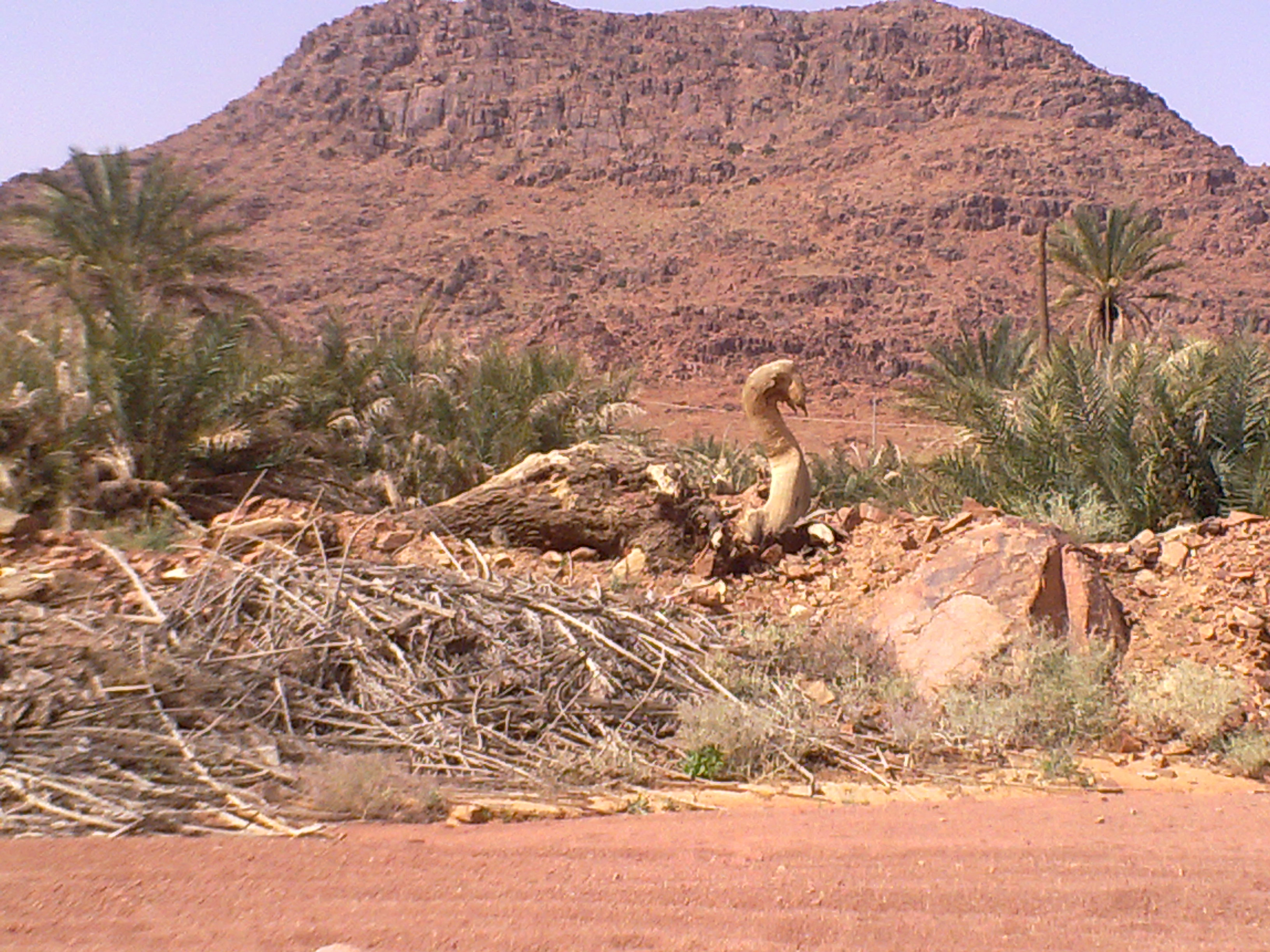
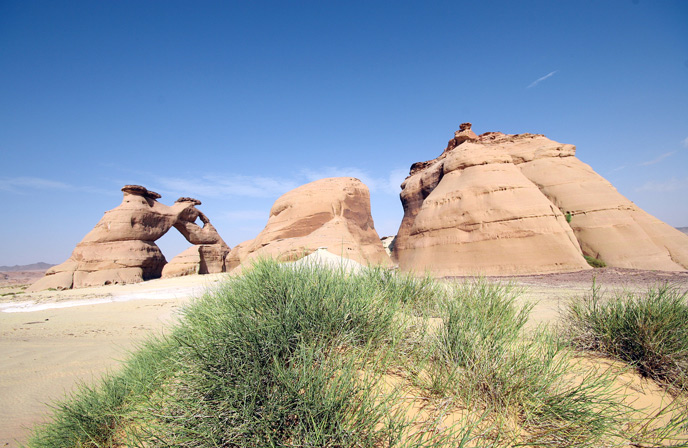

- 1=إطلالة على مدينة حائل من قمة جبل السمراء